# Strada statale 366 di Agerola
La ex strada statale 366 di Agerola (SS 366), ora strada regionale 366 Innesto SS 163 fino al confine della provincia di Salerno (SR 366) in provincia di Salerno e strada provinciale ex SS 366 di Agerola (SP ex SS 366) nella città metropolitana di Napoli, è una strada regionale e provinciale italiana, che taglia la penisola sorrentina.

## Percorso
La strada ha inizio nel comune di Amalfi lungo la strada statale 163 Amalfitana in località Vettica Minore e termina a Castellammare di Stabia dove c'è anche un'uscita/ingresso sulla strada statale 145 Sorrentina.
La strada è caratterizzata maggiormente da curve e tornanti, nonché da quattro gallerie, la prima è quella all'ingresso di Agerola ed è chiamata Palombella con lunghezza di 916 metri che supera il valico di Agerola e poi altre tre che attraversano il paese di Conca dei Marini: la prima è denominata "SANTA ROSA" con 114 metri che segna il confine con Amalfi, la "PUNTAGGIOBBE" lunga 63 metri e la "PONTI" lunga 70 metri alla cui uscita è presente un fuoristrada denominato "ACQUAROLA". La strada anticamente doveva essere un percorso di una mulattiera è costituita attualmente da una corsia per senso di marcia.
Lungo il percorso si possono ammirare Vettica Minore, Conca dei Marini, Tovere di Amalfi, Furore dove i tornanti e le curve offrono viste che spaziano sul mare e sul golfo di Salerno con un lungo rientro nel Fiordo di Furore attraversandolo con un ponte ad arco in muratura; Agerola nel quale vi sono due diramazioni una per "scendere" verso Furore e l'altra per salire ed entrambe sono nella frazione di Pianillo; superata la galleria Palombella si arriva sul versante napoletano dei monti Lattari dove 406 metri s.l.m. si arriva a Pimonte e dopo un'ulteriore serie di tornanti si arriva a Gragnano e poi all'incrocio con la statale 145 dir e infine a Castellammare di Stabia.
Lungo il percorso stradale sono stati rifatti più volte i parapetti in muratura e messa nuovamente l'illuminazione in alcuni tratti.
In seguito al decreto legislativo n. 112 del 1998, dal 17 ottobre 2001 la gestione è passata dall'ANAS alla Regione Campania, che nella stessa data ha ulteriormente devoluto le competenze alla ex Provincia di Napoli oggi città metropolitana e alla Provincia di Salerno per le tratte territorialmente competenti.